# 謝傑傑馬河
謝傑傑馬河是俄羅斯的河流，屬於科雷馬河的左支流，河道全長567公里，流域面積18,500平方公里，河水主要來自融雪和雨水，發源自阿拉澤伊高原。